# 1945 w filmie
Wydarzenia filmowe w 1945 roku.

## Wydarzenia
- 18 stycznia – Joseph Arthur Rank połączył swoje szeroko rozgałęzione, składające się z wielu towarzystw, imperium filmowe, zakładając J.Arthur Rank Production Ltd.

## Premiery

### Filmy polskie
- 2 x 2 = 4

### Filmy zagraniczne
- Urzeczona – reż. Alfred Hitchcock
- Dzwony Najświętszej Marii Panny – reż. Leo McCarey, wyk. Ingrid Bergman, Bing Crosby
- Duffy’s Tavern – reż. Hal Walker, wyk. Ed Gardner, Bing Crosby, Betty Hutton, Paulette Goddard, Alan Ladd, Dorothy Lamour
- Fury in the Pacific

## Nagrody filmowe
- Oscary
  - Najlepszy film – Stracony weekend
  - Najlepszy aktor – Ray Milland (Stracony weekend)
  - Najlepsza aktorka – Joan Crawford (Mildred Pierce)
  - Wszystkie kategorie: Oscary w roku 1945

## Urodzili się
- 1 stycznia:
  - Piotr Jaxa, polski operator zdjęć i kamery
  - Piotr Załuski, polski reżyser i scenarzysta
  - Janusz Popławski, polski współpracownik reżyserski
- 2 stycznia:
  - Janusz Maria Tylman, polski operator
  - Zbigniew Sobis, polski aktor i tancerz (zm. 1996)
- 5 lutego – Marek Barbasiewicz, polski aktor
- 8 lutego – Ewa Złotowska, polska aktorka
- 27 lutego – Daniel Olbrychski, polski aktor
- 24 maja – Priscilla Presley, amerykańska aktorka
- 31 maja – Rainer Werner Fassbinder, niemiecki reżyser i aktor (zm. 1982)
- 1 lipca – Debbie Harry, amerykańska aktorka i piosenkarka
- 2 sierpnia – Joanna Cassidy, amerykańska aktorka
- 14 sierpnia:
  - Steve Martin, amerykański aktor komediowy
  - Wim Wenders, niemiecki reżyser, scenarzysta i producent
- 14 września – Jerzy Zelnik, polski aktor
- 27 października – Carrie Snodgress, amerykańska aktorka (zm. 2004)
- 17 listopada – Roland Joffé, angielski reżyser
- 21 listopada – Goldie Hawn, amerykańska aktorka
- 8 grudnia – Maryla Rodowicz, polska piosenkarka, gitarzystka i aktorka
- 31 grudnia – Barbara Carrera, amerykańska aktorka

## Zmarli
- 9 sierpnia – Jakow Protazanow, rosyjski reżyser i scenarzysta (ur. 1881)